# Ascolta il tuo cuore (film)
Ascolta il tuo cuore (Listen to Your Heart) è un film del 2010, diretto da Matt Thompson. In Italia è stato trasmesso per la prima volta in televisione il 12 luglio 2011 su Canale 5, registrando 2.814.000 telespettatori e lo share del 15,12%.

## Trama
Danny è un giovane cantautore che incontra Ariana, una ragazza sorda, nel bar dove è cameriere.
Il ragazzo se ne innamora e inizia subito a scrivere canzoni nuove, ispirate dalla dolcezza di Ariana.
La delicata storia d'amore tra i due giovani continua, tra il lavoro di Danny e le lezioni di Ariana, fino a quando non arriva l'iperprotettiva madre di Ariana, Victoria, che la porta via e fa di tutto per ostacolarli: la donna desidera, infatti, avere sempre il controllo sulla figlia e sulle sue relazioni. Trama alla spalle di Ariana, anche con l'aiuto dell'interprete che aiuta Ariana a comunicare.
La ragazza, ormai esasperata dalla madre, decide di non tentare più di fuggire o di vedere Danny, fino a quando viene trovata una lettera nella pattumiera.
Era infatti indirizzata alla madre di Ariana, che senza dir niente alla figlia, aveva deciso di escludere la possibilità di far operare la ragazza e di ridarle l'udito.
Compresa la situazione, Ariana si scontra con la madre e decide di fuggire in città, da Danny, ma questa volta l'interprete sta dalla sua parte e va via con Ariana.
Purtroppo, arrivata da Danny non ha una bella sorpresa: il ragazzo, sentitosi male, è ricoverato in ospedale dove gli si diagnostica tumore ereditato dalla madre deceduta quattro anni prima. Ariana gli sta vicino in ogni modo possibile, lo cura e cerca di non fargli pesare la malattia. Durante un momento molto intimo e dolce, Danny chiede alla ragazza di fare l'operazione, per poter di nuovo sentire e parlare, poiché la voce di Ariana era stata compromessa dalla sordità.
La giovane decide di accontentarlo e si sottopone all'operazione, ma quando torna in ospedale per visitare Danny trova il migliore amico del ragazzo vicino al letto di Danny, ormai morto. Egli, infatti,si era tolto il tubo che gli dava l'ossigeno necessario, per non far soffrire ancora di più Ariana che l'avrebbe visto morire piano piano.
Prima del suicidio, però, Danny le scrive una lettera, alla quale allega un cd di musica composta da lui durante la storia con la giovane: Ariana, grazie a quella lettera, riesce a superare il dolore per la perdita di Danny e si iscrive alla scuola di musica, per poter finalmente realizzare il proprio sogno.